# Raionul Șpola, Cerkasî
Șpola (în ucraineană Шполянський район, transliterat: Șpoleanskîi raion) este un raion în regiunea Cerkasî, Ucraina. Reședința sa este orașul Șpola.

## Demografie
Componența lingvistică a raionului Șpola
     Ucraineană (97,74%)
     Rusă (1,8%)
     Alte limbi (0,28%)
Conform recensământului din 2001, majoritatea populației raionului Șpola era vorbitoare de ucraineană (97,74%), existând în minoritate și vorbitori de rusă (1,8%).